# Azeitão (formaggio)
L'Azeitão è un formaggio di latte di pecora portoghese, originario della regione di Azeitão, nel distretto di Setúbal. Il prodotto è stato riconosciuto come DOP, secondo le norme comunitarie. Si produce nei municipi di Setúbal, Palmela e Sesimbra.
Il disciplinare di produzione prevede che i formaggi di Azeitão presentino una forma cilindrica, con circa 8 cm di diametro e 5 di altezza. Possiedono una crosta morbida giallastra, di spessore fino. Il loro peso può variare dai 100 ai 250 grammi. Sono ottenuti con un periodo di maturazione di 20 giorni e sono generalmente venduti avvolti in una protezione di carta vegetale. La pasta è molle e possiede un aroma e un gusto che ricordano per certi versi il queijo serra.

## Trasformazione

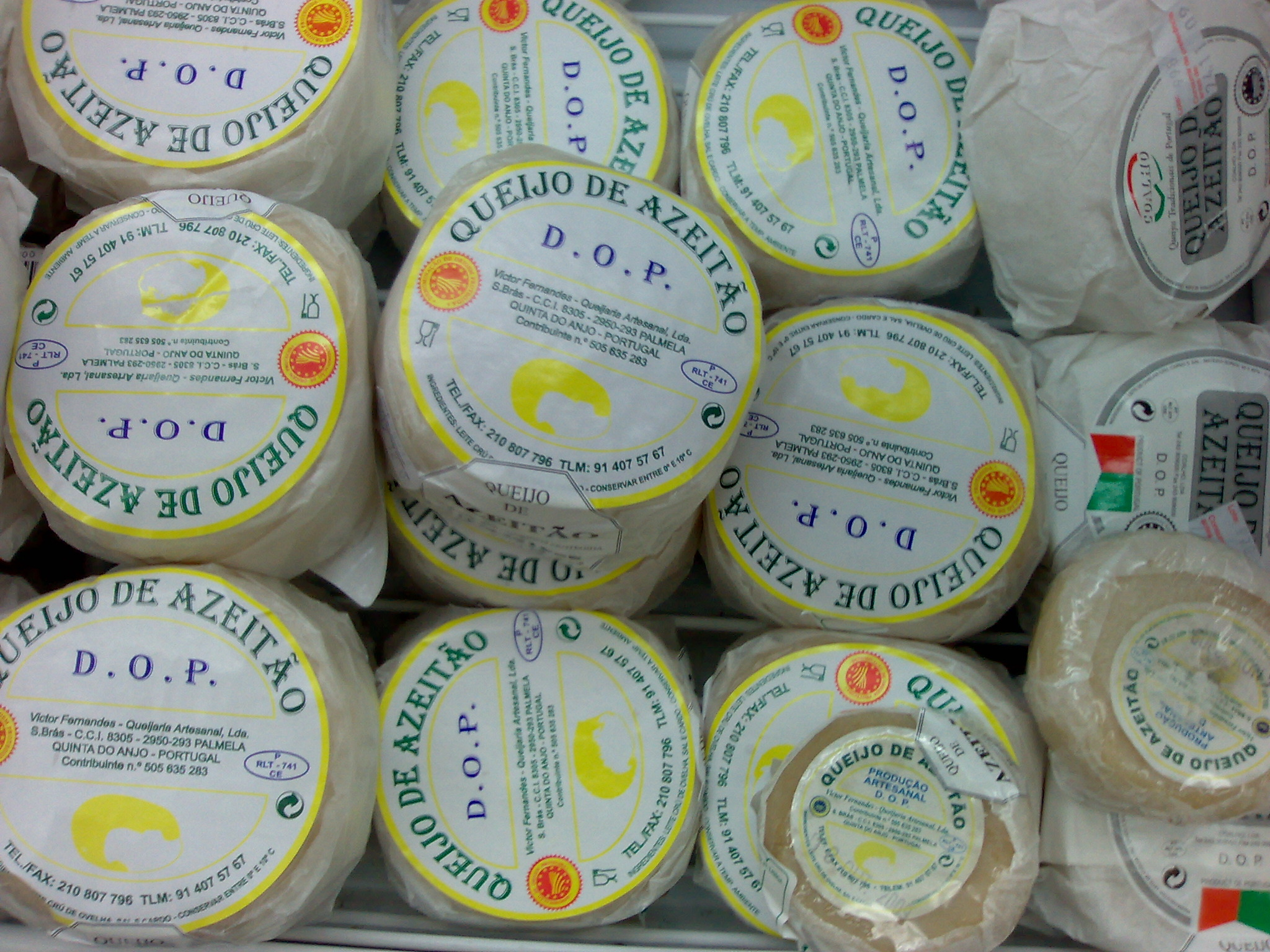
Formaggi di Azeitão confezionati

Malgrado il fatto che la produzione sia adesso in gran parte fatta su scala industriale, è ancora possibile trovare del formaggio di Azeitão di produzione artigianale. Questo tipo di produzione presenta varie fasi. Si inizia colando il latte attraverso un panno con sale, in seguito si fa agire un caglio vegetale a base di cardo per ottenere la coagulazione, che si completa in circa 40 minuti a una temperatura intorno ai 32 °C. Da questa operazione, risulta una cagliata che è immediatamente spezzettata e messa dentro uno stampo provvisorio. Una volta al loro interno, la cagliata è spremuta per pressione, in modo da sgocciolare il formaggio. Dopo, la pasta ottenuta è trasferita in uno stampo definitivo, dove è spremuta di nuovo, fino a trovarsi legata. In questo periodo acquisisce la sua consistenza caratteristica. In seguito, la forma è immagazzinata nel locale di essiccamento dove si formerà la crosta nel giro di 36 ore. Durante questo processo, la cagliata è ripetutamente spruzzata con il siero, in modo da ammorbidire la crosta. La maturazione prosegue per circa 20 giorni, nel periodo estivo, mentre nel periodo invernale ne saranno necessari circa 40. La stagionatura si effettua in locali a temperatura controllata, mantenendola tra 10 e 12 °C, con una circolazione d'aria limitata.

## Consumo
Può essere consumato come aperitivo, come merenda o anche come dessert, prima di un dolce, accompagnato da un vino rosso della regione. La crosta può essere consumata nel caso in cui il commensale la apprezzi. Va consumato a temperatura ambiente: per questa ragione, nel caso in cui sia stata conservato in frigorifero, deve essere posto a temperatura ambiente per circa 2 ore prima di essere consumato, in inverno, o mezz'ora, in estate. Il formaggio deve essere tagliato nel mezzo, per permettere che la pasta untuosa si liberi e dovrà essere tagliato a piccole fette per essere servito.

## Storia
La storia del formaggio di Azeitão risale al XIX secolo, più precisamente al 1830. In quell'anno, arrivò ad Azeitão, in provenienza da Monsanto, nella Beira Baixa, vicino alla Serra da Estrela, un agricoltore di nome Gaspar Henriques de Paiva. A causa della nostalgia che provava per le sue terre d'origine, fece venire delle pecore di razza bordaleira comum ed utilizzò il loro latte per la produzione di un formaggio simile a quello della serra, con l'aiuto di un casaro di Castelo Branco, che veniva tutti gli anni per aiutare nella fabbricazione del formaggio. Questo casaro a poco a poco insegnò la tecnica e i segreti del formaggio della Serra de Estrela. Questi, a loro volta, tramandarono e adattarono le tecniche di fabbricazione di generazione in generazione, dando lentamente origine al formaggio di Azeitão. Le forme di formaggio pesavano inizialmente tra 1 kg e 1,5 kg, come quelle originali. Tuttavia, per motivi commerciali, questo peso scese a 330 g, in seguito alle indicazioni di Frederico Franco de Paiva, figlio di Gaspar Henriques de Paiva, il quale iniziò a produrre il formaggio per destinarlo alla vendita. Più tardi, il peso fu ulteriormente ridotto fino agli attuali 250 g.
Dopo gli studi effettuati tra il 1945 e il 1948, si decise di costituire la Cooperativa dos Produtores do Queijo de Ovelha da Região de Azeitão, allo scopo di centralizzare l'utilizzazione del latte prodotto dalle 5.000 pecore che esistevano all'epoca, nella regione della Serra da Arrábida.
Nel 1984, fu creata la Associação dos Criadores de Ovinos da Serra da Arrábida (ARCOLSA), con l'obiettivo di difendere la produzione del formaggio di Azeitão. Nel 1986, sempre per iniziativa di questa associazione, è stata demarcata la regione del formaggio di Azeitão, che oggi costituisce una regione di DOP.
Nel 1993, fu fondato l'Agrupamento de Produtores de Queijo de Azeitão (APQA), che è diventato responsabile per la protezione e il controllo della denominazione del queijo de Azeitão.
Oggigiorno, malgrado la denominazione, non esiste più alcun caseificio nella regione di Azeitão che produca questo formaggio. I principali produttori si trovano nella Quinta do Anjo, in prossimità di Palmela.
Il Museu do Ovelheiro, a Palmela, rende omaggio ai pastori e al formaggio di Azeitão.